# Charlot entre le bar et l'amour
Pour plus de détails, voir Fiche technique et Distribution.
Charlot entre le bar et l'amour ou Charlot est trop galant (titre original : His Favorite Pastime) est une comédie burlesque américaine réalisée par George Nichols avec Charlie Chaplin, sortie le 16 mars 1914.

## Synopsis
Charlie passe le temps dans son bar habituel, ivre, il crée une bagarre. Mis à la porte, il voit une jolie jeune fille dans un taxi. Il la suit chez elle et veut la séduire, malheureusement le mari de cette dernière le surprend.

## Fiche technique
- Titre original : His Favourite Pastime
- Titre : Charlot entre le bar et l'amour
- Réalisation : George Nichols
- Scénario : Craig Hutchinson, Charlie Chaplin (non crédité)
- Photographie : Frank D. Williams
- Production : Mack Sennett
- Société de production : Keystone
- Société de distribution : Mutual Film (1914)
- Pays d’origine :  États-Unis
- Langue : film muet avec les intertitres en français
- Format : Noir et blanc - 35 mm - 1,33:1  -  Muet
- Genre : Comédie, Film burlesque
- Longueur : une bobine (300 mètres)
- Durée : 16 minutes
- Date de sortie : 16 mars 1914
- Licence : Domaine public

## Distribution
Source principale de la distribution :
- Charlie Chaplin : le prétendant ivre
- Roscoe Arbuckle : l'ivrogne miteux
- Peggy Pearce : la jolie femme
- Frank Opperman : le mari

Distribution non créditée :
- Helen Carruthers : une domestique
- Jess Dandy : figuration
- Hampton Del Ruth : un buveur à moustaches
- Billy Gilbert : le cireur de chaussures
- William Hauber : le client du cireur/un serveur
- Bert Hunn : un barman
- George Jeske : un serveur
- Edgar Kennedy : un homme dans le bar
- Harry McCoy : le patron du bar
- Rube Miller : barman